# Statele Siro-Hitite
Statele care sunt numite siro-hitite , neo-hitite (în literatura mai veche) sau luvio-aramean (în lucrările academice moderne), au fost politici regionale luviane și arameene din epoca fierului , situate în părțile de sud-est ale Turciei moderne și în părțile de nord-vest. din Siria modernă , cunoscută în antichitate drept ținuturile lui Hatti și Aram . Au apărut după prăbușirea Noului Regat Hitit în secolul al XII-lea î.Hr. și au durat până când au fost supuși de Imperiul Asirian .în secolul al VIII-lea î.Hr. Ele sunt grupate de către savanți, pe baza mai multor criterii culturale, care sunt recunoscute ca similare și împărtășite reciproc între ambele societăți, nordică (luviană) și sudică (aramea). Schimbul cultural între aceste societăți este văzut ca un fenomen regional specific, în special în lumina distincțiilor lingvistice semnificative dintre două limbi regionale principale, luwiana aparținând grupului anatolian de limbi indo-europene și aramaica aparținând grupului semitic de nord -vest al semiticelor .limbi. Câteva întrebări care sunt legate de gruparea regională a statelor Luwian și Aramaean sunt privite diferit în rândul savanților, inclusiv unele opinii care sunt critice pentru o astfel de grupare în general. 

Una dintre problemele cele mai contestate în domeniu este legată de alegerea termenilor corespunzători acestui grup de state. În această problemă, savanții sunt împărțiți în mai multe categorii. Unii preferă termeni care sunt derivati din nume endonimice (native) pentru luvieni și arameeni , folosind astfel termeni precum luwian-aramean sau aramean-luwian . Alții preferă să folosească termeni care sunt derivati din diferite nume exonimice (străine), propunând astfel denumiri precum sirian-anatolian sau siro-anatolian , bazate pe termenul grecesc Anatolia , combinat cu aplicarea anacronică a sirianului .etichete, în sensul care a fost introdus mult mai târziu, de către grecii antici, ca denumire a lor pentru aramei și pământul lor ( Aram ). O astfel de preferință pentru termeni străini, susținută de unii savanți occidentali, este privită ca fiind părtinitoare din punct de vedere cultural și, prin urmare, insensibilă față de terminologia nativă (endonimică). Unii savanți încă folosesc termeni mai vechi, cum ar fi siro-hitit și neo-hitit , dar acești termeni au mai multe semnificații suplimentare în literatura savantă. Termenul mai precis post-hitit este, de asemenea, folosit, ca o denumire largă pentru întreaga perioadă a istoriei anatoliei care se întinde din secolul al XII-lea până în secolul al VI-lea î.Hr. 

Utilizările anacronice ale etichetelor siriene în literatura academică modernă au fost în plus contestate după descoperirea recentă a inscripției bilingve Çineköy din secolul al VIII-lea î.Hr., scrisă în limbile luwiană și feniciană . Inscripția conținea referințe la Asiria vecină , înscrisă într-o formă specifică care se redă drept Siria , oferind astfel dovezi suplimentare (și, în același timp, cele mai vechi) pentru viziunea savantă dominantă asupra originilor și semnificațiilor primare ale termenului Siria , care a apărut. ca afereticforma termenului Asiria și a fost redefinită mult mai târziu, de către grecii antici, care au introdus o distincție teritorială între două nume și au început să folosească termenul Siria ca denumire specifică pentru regiunile vestice (vechiul Aram ). Pentru luvienii antici, Siria era desemnarea pentru Asiria propriu-zisă, dezvăluind astfel utilizarea ulterioară a termenului Siria ca fiind foarte diferită de sensul său original și, de asemenea, anacronică dacă este folosită în descrierile științifice moderne ale realităților istorice, legate de statele Luwian și Aramean din Epoca fierului.